# Gizeh
Gizeh, deutsch Giseh oder Gise ([ˈɡiːze], auch Giza [ˈɡiːza], arabisch الجيزة al-Dschīza, DMG al-Ǧīza, ägyptisches Arabisch ig-Gīza [ɪˈɡːiːzɛ̈]), ist mit 4,1 Millionen Einwohnern die drittgrößte Stadt Ägyptens und Hauptstadt des Gouvernements al-Dschīza (el-Gīza). Sie gehört zur Metropolregion Kairo. Gizeh liegt am Westufer des Nils, etwa 20 Kilometer südwestlich der Innenstadt Kairos. Das Siedlungsgebiet beider Städte ist nur durch den Nil getrennt. Bekannt ist die Stadt für das Gizeh-Plateau mit seinen altägyptischen Königsgräbern, Pyramiden und Tempeln, einschließlich der Sphinx und den Pyramiden von Gizeh.

## Wirtschaft, Bildung und Verkehr

### Industrie und Gewerbe

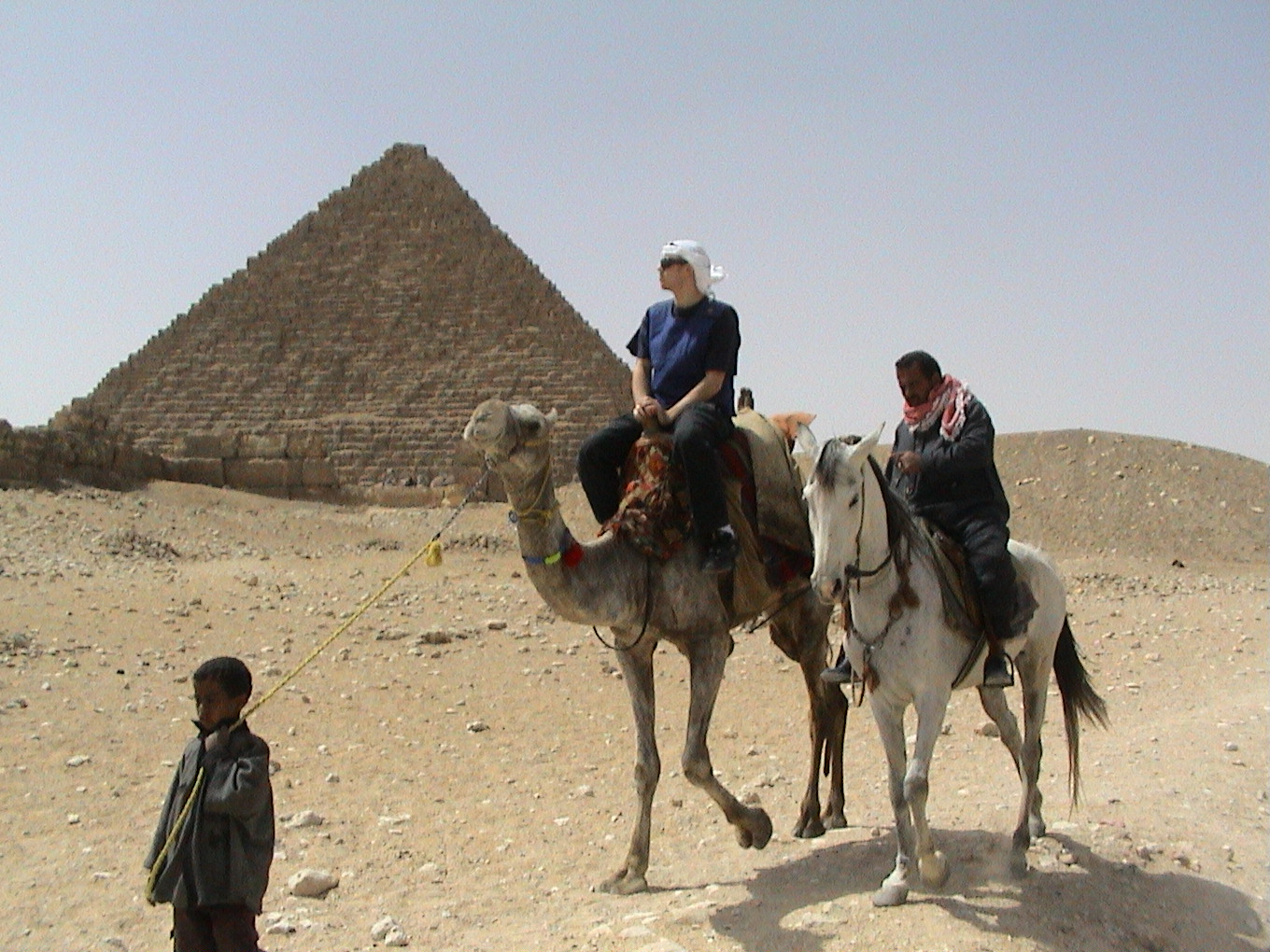
Touristen bei den Pyramiden von Gizeh

Wichtigste Einnahmequelle ist der Tourismus durch die naheliegenden antiken Stätten. Gizeh ist auch ein wichtiges Industriegebiet. Von Bedeutung ist die Chemie-, Maschinenbau- und Zigarettenindustrie. Darüber hinaus sind die Stadtviertel am Nil ein beliebter Wohnort für die Mittel- und Oberschicht Ägyptens geworden.
Als Automobilhersteller ist dort das der Seoudi Group angehörige Unternehmen Suzuki Egypt S.A.E. mit einem Zweitwerk ansässig, welches Fahrzeuge der japanischen Automobilmarke Suzuki herstellt.

### Stadtentwicklung
Gizeh hat wie Kairo eine überproportionale Bevölkerungszunahme zu bewältigen. Lange Zeit hat man den wilden Slumbildungen am Rande der Stadt tatenlos zugesehen, bis die Bedrängung der antiken Pyramiden eine Umkehr erzwang. Das wüstenhafte Umfeld um die Pyramiden ist heute vor weiterer Besiedlung geschützt, dafür hat man einige Kilometer westlich ein über hundert Quadratkilometer großes Neubaugebiet mit dem Namen Stadt des 6. Oktober ausgewiesen, das bei Vollbelegung für über eine Million Einwohner Raum bietet.
Für 2050 wird mit einer Bevölkerung von über 6,5 Millionen Menschen gerechnet.

### Verkehr
Gizeh ist an die zahlreichen Straßenverbindungen und Eisenbahnlinien entlang des Nils angebunden. 2018 wurde der neue internationale Flughafen eröffnet.

### Bildung

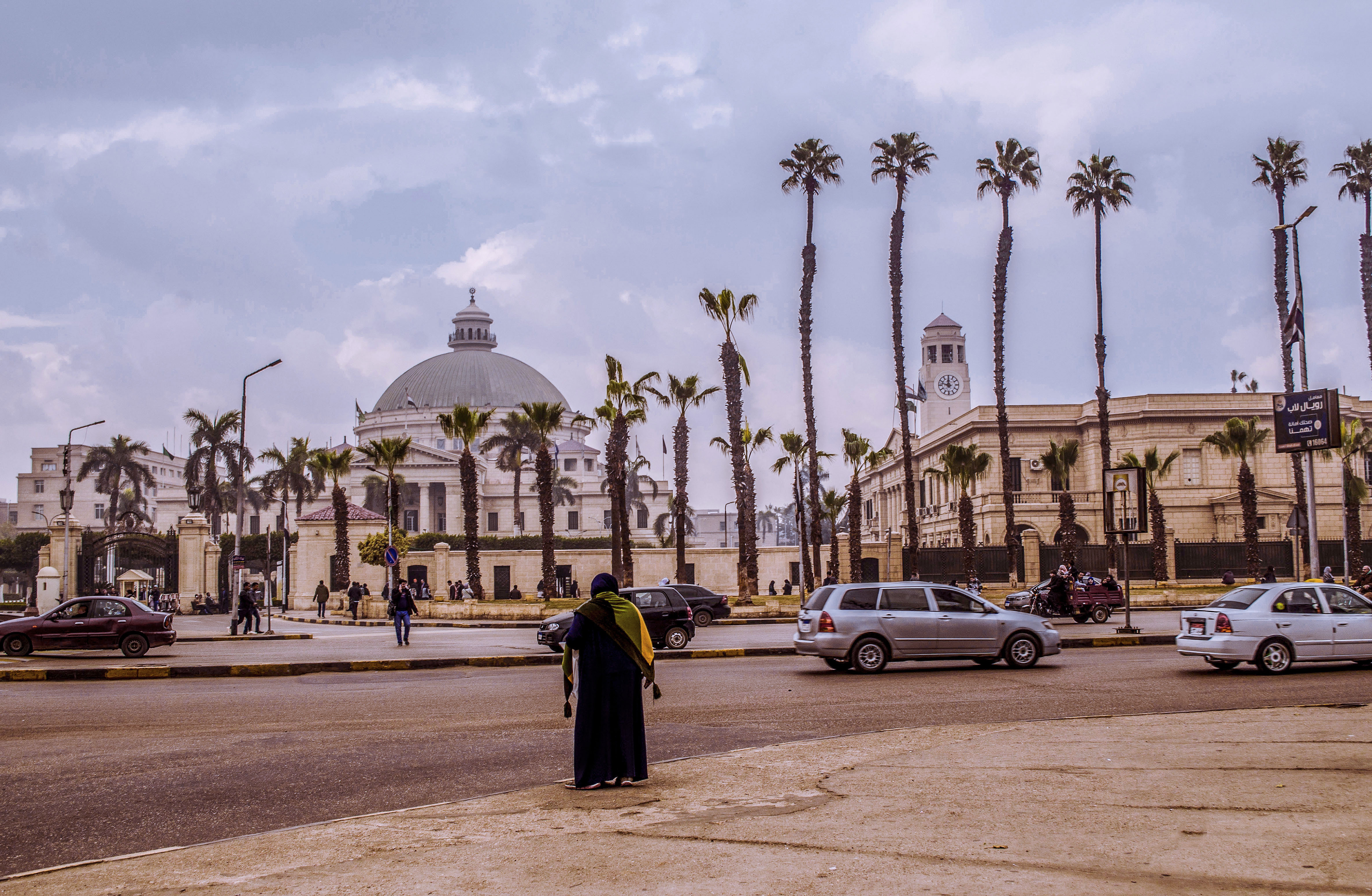
Universität Kairo

Wichtige Bildungseinrichtungen sind die Universität Kairo, die 1924 nach Gizeh zog, und die Akademie für die arabische Sprache (gegründet 1932).

## Aussprache des Namens
Giseh gibt in etwa die Aussprache im ägyptischen Arabisch wieder (s steht nicht für das deutsche [s] wie in aus, sondern für das stimmhafte [z] am Wortanfang wie in Sonne); im Englischen wird die Aussprache entsprechend als Gizeh wiedergegeben (vgl. Aussprache der englischen Sprache). Im Hocharabischen beginnt das Wort mit [ʤ] („dsch“), in englischer Rechtschreibung meist durch „j“ wiedergegeben (daher ist manchmal auch die Schreibung Jizah zu finden).
Das „h“ am Ende des Wortes ist stumm (es steht für das Tā' marbūta), der Endvokal kann sowohl als [a], [ɛ] („ä“) oder [e] ausgesprochen werden. Der Name wird, wie viele arabische Namen, meist mit dem bestimmten Artikel al- (Dialekt el-) gebraucht.

## Söhne und Töchter der Stadt
- Mohamed Henedi (* 1965), Schauspieler, Komiker und Synchronsprecher
- Mohammed Abbas (* 1980), Squashspieler
- Shaimaa El-Gammal (* 1980), Fechterin
- Sherif Sabry (* 1986), Tennisspieler
- Mostafa el-Gamel (* 1988), Hammerwerfer
- Karim-Mohamed Maamoun (* 1991), Tennisspieler
- Karim Hossam (* 1994), Tennisspieler
- Youssef Hossam (* 1998), Tennisspieler
- Sayed Mohamed (* 2000), Fußballspieler

## Partnerstädte
Seit dem 27. Juni 1989 ist Los Angeles in den Vereinigten Staaten eine Partnerstadt von Gizeh. Weitere Partnerstädte sind Rinkeby in Schweden und Bandar Seri Begawan in Brunei.